# فيليكس إسكوبار
فيليكس إسكوبار (بالإسبانية: Félix Escobar)‏ هو منافس ألعاب قوى أرجنتيني، (و. 1901  م).

## وصلات خارجية
- فيليكس إسكوبار على موقع أوليمبيديا (الإنجليزية)